# HIFK Fotboll
HIFK Fotboll (ou HIFK) é um clube de futebol da Finlândia da cidade de Helsinki. O clube foi fundado em 1897.

## Títulos
| Competição | Competição           | Títulos | Anos                                      |
| ---------- | -------------------- | ------- | ----------------------------------------- |
| Finlândia  | Campeonato Finlandês | 7       | 1930, 1931, 1933, 1937, 1947, 1959 e 1961 |

## Elenco
Atualizado em 29 de março de 2021.
Legenda
- : Capitão
- : Jogador suspenso
- : Jogador lesionado